# Abyla trigona
Abyla trigona är en nässeldjursart som beskrevs av Jean René Constant Quoy och Joseph Paul Gaimard 1827. Abyla trigona ingår i släktet Abyla och familjen Abylidae. Inga underarter finns listade i Catalogue of Life.